# Alden (Michigan)
Alden – jednostka osadnicza w Stanach Zjednoczonych, w stanie Michigan, w hrabstwie Antrim.